# Спейслеб

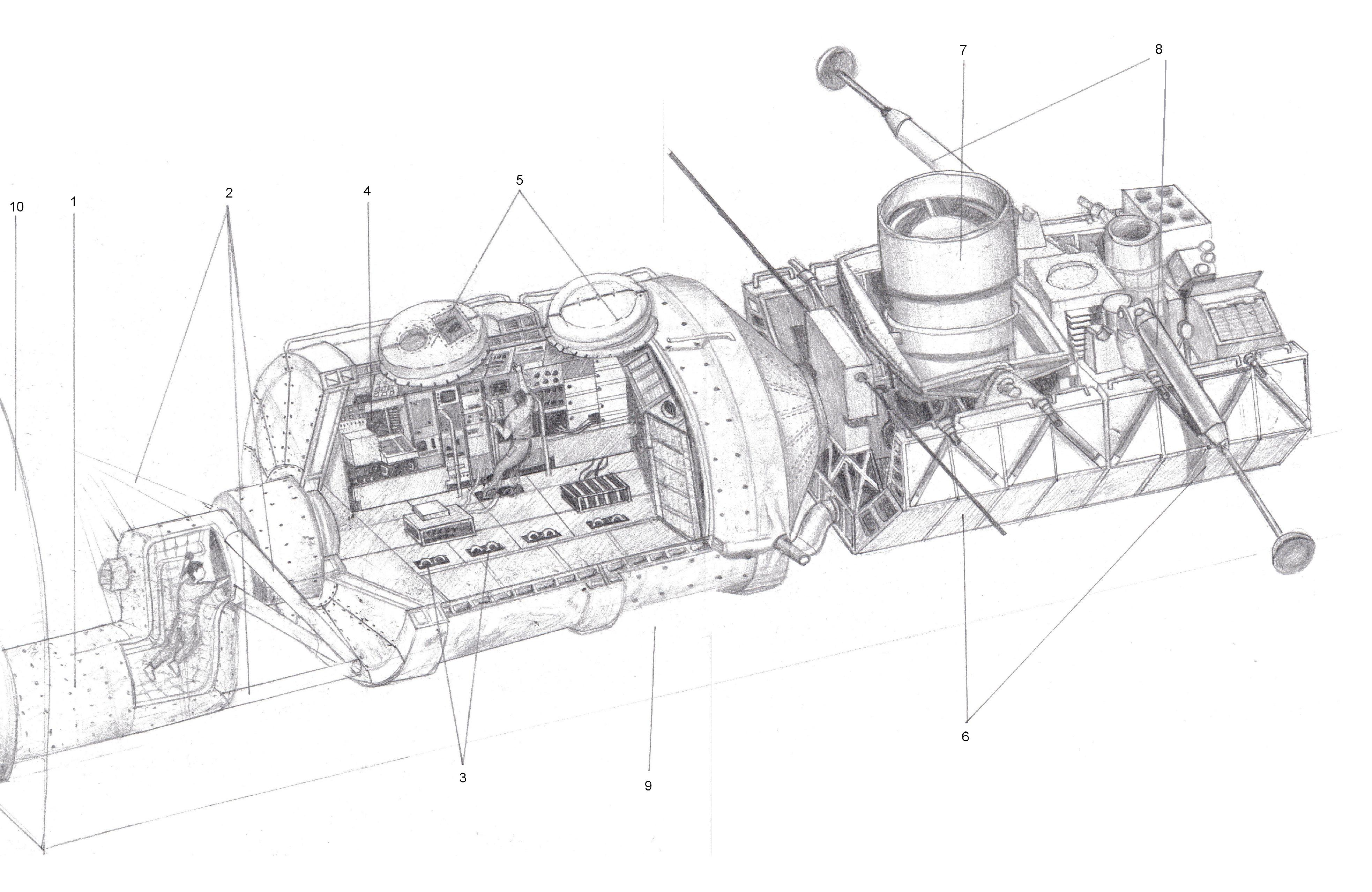
креслення герметичного і негерметичного модулів і перехідного тунелю до них

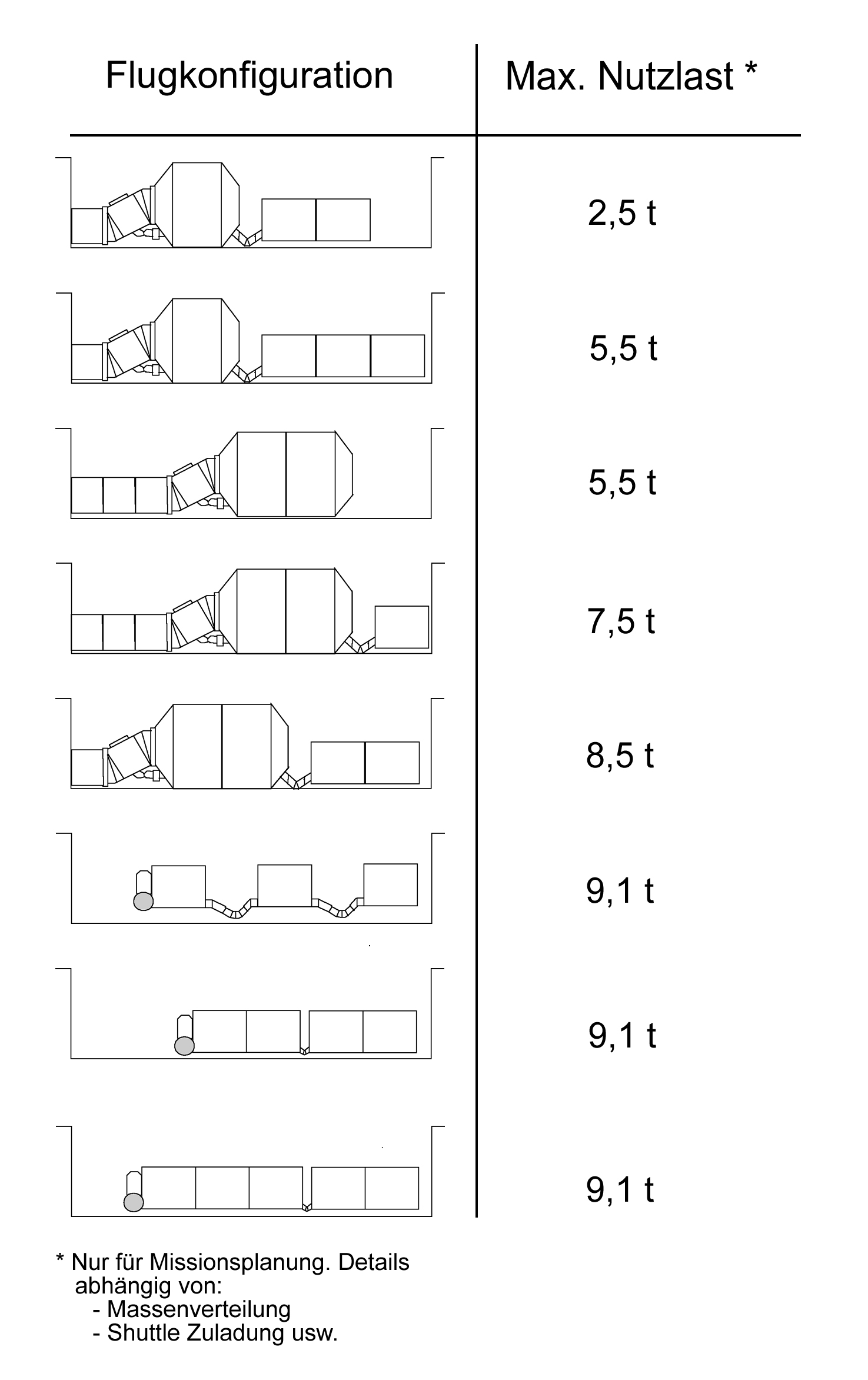
різні конфігурації для різних місій

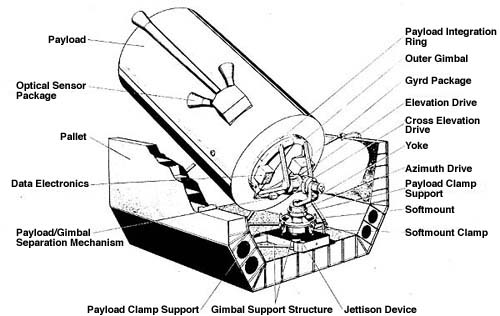
малий герметичний модуль для приладів

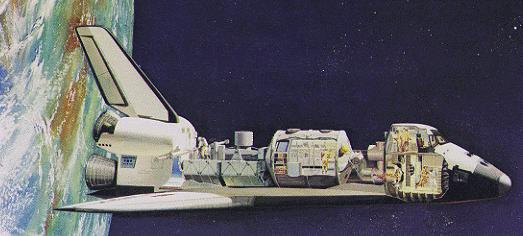
малюнок розміщення модулів у шатлі

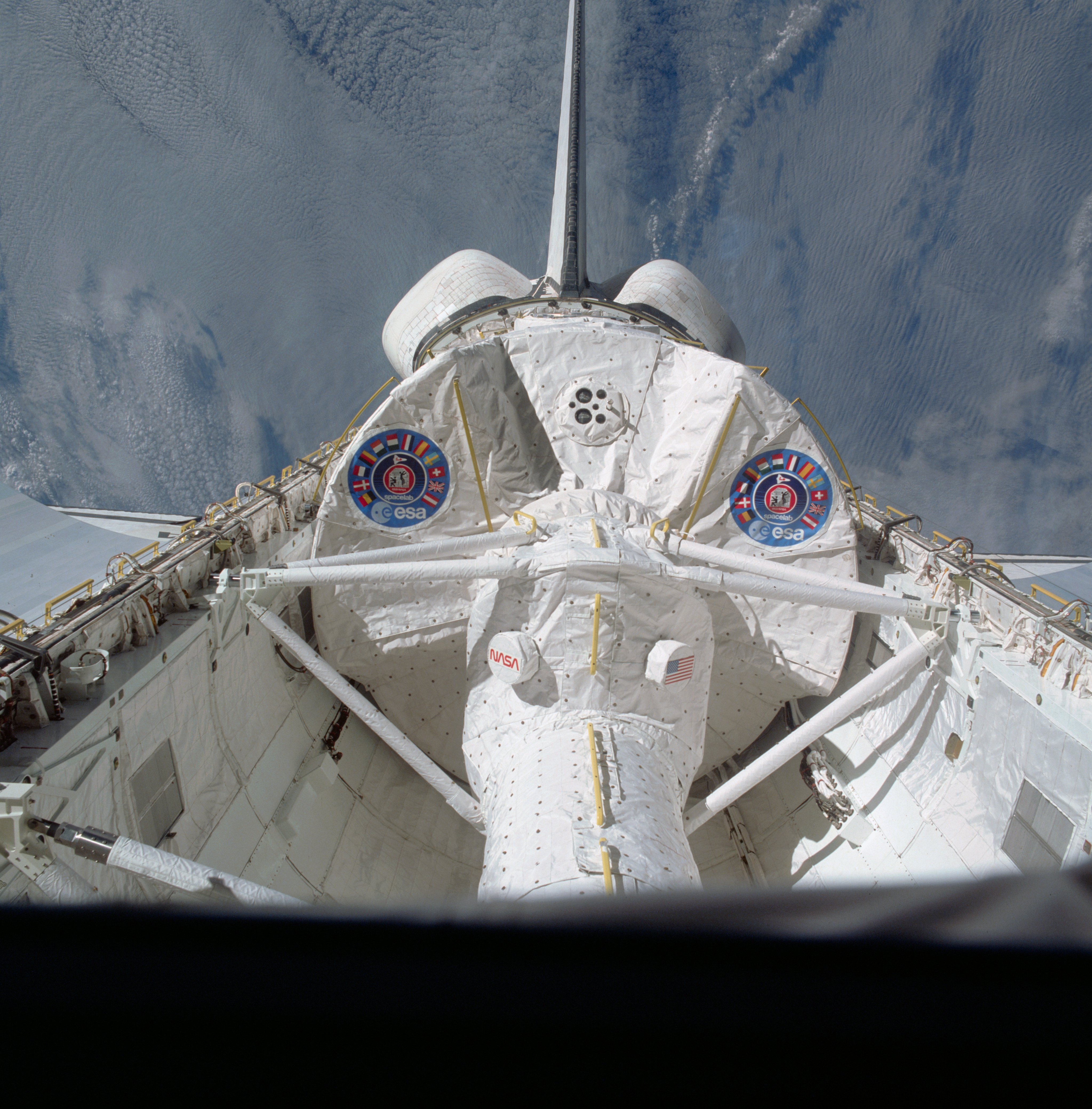
модуль LM-1 в шатлі Колумбія (політ STS-9)

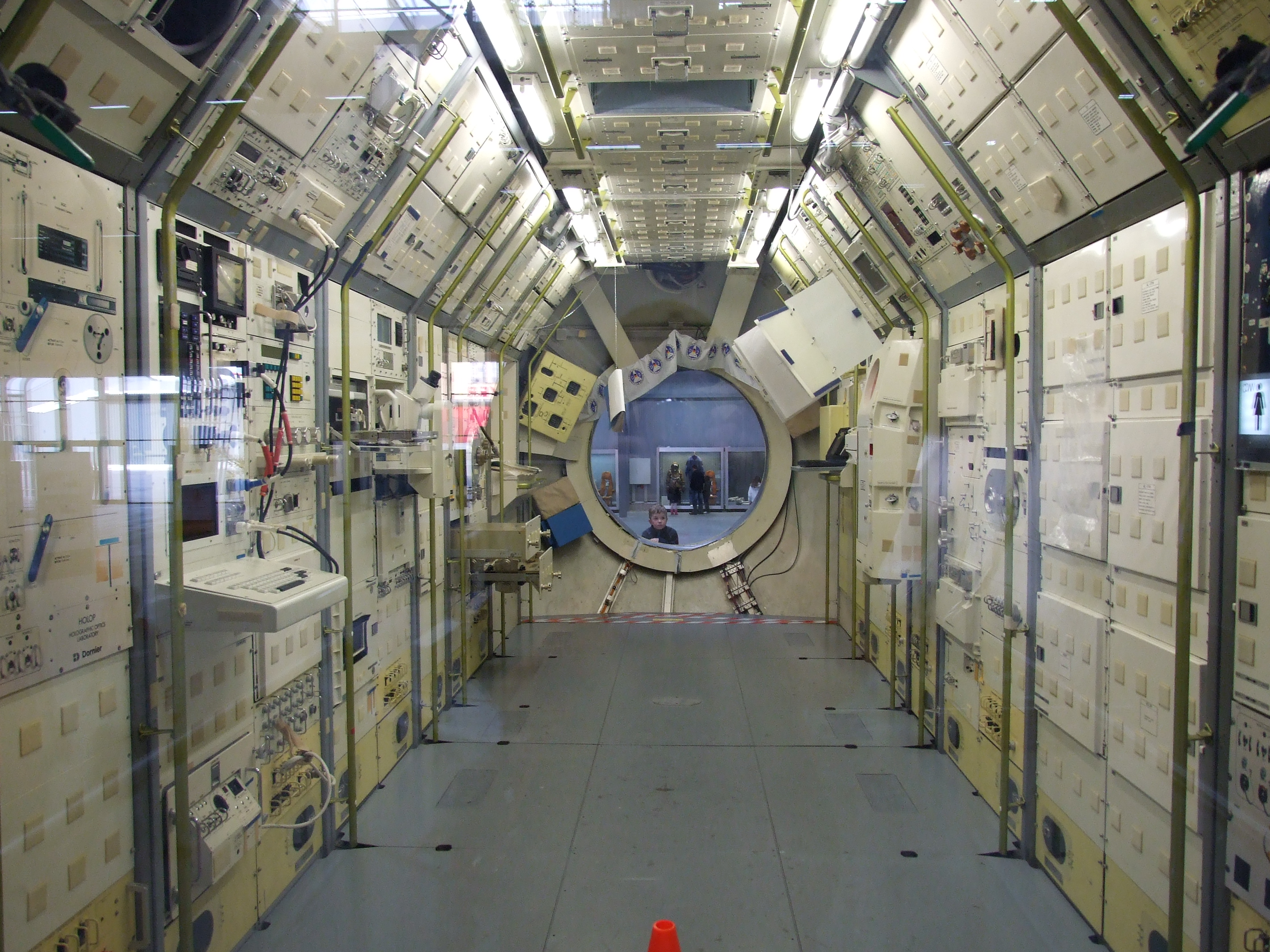
інтер'єр герметичного модуля (модуль LM2)

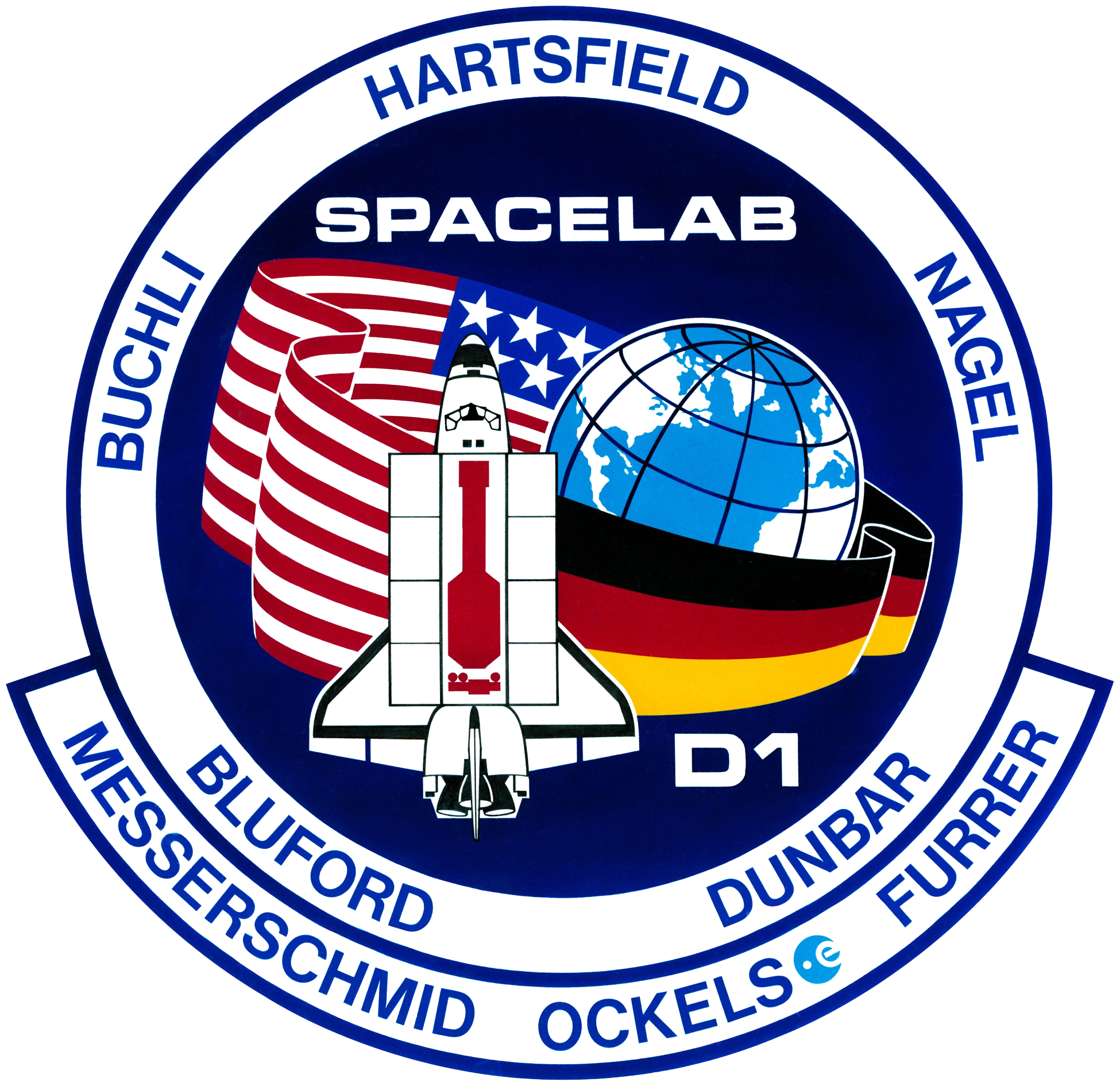
емблема місії D1 для ФРН

Спейслеб або Спейслаб (англ. Spacelab) — американська багаторазова космічна лабораторія, яку як корисне навантаження міг вивести на орбіту космічний корабель багаторазового використання Космічний човник, призначена для виконання експериментів на орбіті навколо Землі, в умовах мікрогравітації. Аналог пілотованої орбітальної станції, здійснює спільний з космічним кораблем політ. Спейслеб складається з кількох компонентів: герметичного відсіку, негерметичної відкритої платформи та іншого обладнання, що розміщується у вантажному відсіку шатла, стулки якого під час польоту розкривалися. При кожному запуску використовувався свій набір компонентів відповідно до потреб місії

## Передісторія
Після завершення короткочасного проєкту орбітальної станції Скайлеб НАСА продовжувало цікавитися можливостями для наукових і виробничих експериментів у космосі, проте за бюджетних обмежень не могло розробити повноцінну орбітальну станцію. Тому розробка і створення лабораторного комплексу «Спейслеб» були запропоновані західноєвропейським країнам, вони в особі ESRO, попередника ЄКА цю пропозицію прийняли. 1973 між сторонами був підписаний меморандум взаєморозуміння, 1974 ERNO почав розробку компонентів лабораторії.
Перші вироблені компоненти, включаючи лабораторію LM1, були передані НАСА безплатно в обмін на можливість польотів європейських космонавтів. Другий лабораторний модуль LM2, НАСА придбало у ERNO для польотів за власними програмами.
Герметичні модулі для Спейслеб в рамках ЄКА будувала Італія (Італійське космічне агентство); згодом цей досвід дозволив ЄКА та Італії створити для Міжнародної космічної станції (МКС) модулі «Коламбус», «Гармонія», «Спокій», «Купол» і герметичні багатоцільові модулі постачання (MPLM), що запускалися на шатлі: «Леонардо», «Рафаель» і «Донателло».
Менша, але багато в чому аналогічна лабораторія Спейсхеб для польотів в шатлах була створена приватним бізнесом США.

## Місії зі Спейслеб
Відкрита негерметична платформа складалася з окремих секцій, в політ могли вирушити до п'яти таких секцій. Герметичних відсіків було вироблено два: LM1 і LM2. Для тих польотів, коли в космос вирушали тільки секції, без герметичних відсіків, іноді використовувався Igloo (Іглу), малий герметичний модуль, в якому містилися прилади, що не працюють у вакуумі. У таблиці нижче наведено список польотів у яких з листопада 1981 до лютого 2000 року брали участь різні компоненти Спейслеб .
Крім польотів для ЄКА і НАСА, кілька місій Спейслеб на шатлі проводилися повністю на користь і на кошти інших країн: дві-ФРН (D1 і D2), одна-Японії (J).
| політ    | човник     | Дата запуску      | Місія Спейслеб | Герметичний відсік | Негерметична платформа         |
| -------- | ---------- | ----------------- | -------------- | ------------------ | ------------------------------ |
| STS-2    | Колумбія   | 12 листопада 1981 | OSTA-1         |                    | 1 секція                       |
| STS-3    | Колумбія   | 22 березня 1982   | OSS-1          |                    | 1 секція                       |
| STS-9    | Колумбія   | 28 листопада 1983 | Spacelab 1     | Модуль LM1         | 1 секція                       |
| STS-41-G | Челленджер | 5 жовтня 1984     | OSTA-3         |                    | 1 секція                       |
| STS-51-B | Челленджер | 29 квітня 1985    | Spacelab 3     | Модуль LM1         | MPESS                          |
| STS-51-F | Челленджер | 29 липня 1985     | Spacelab 2     | Igloo              | 3 секції + IPS                 |
| STS-61-A | Челленджер | 30 жовтня 1985    | Spacelab D1    | Модуль LM2         | MPESS                          |
| STS-35   | Колумбія   | 2 грудня 1990     | ASTRO-1        | Igloo              | 2 секції + IPS                 |
| STS-40   | Колумбія   | 5 червня 1991     | SLS-1          | Модуль LM1         |                                |
| STS-42   | Діскавері  | 22 січня 1992     | IML-1          | Модуль LM2         |                                |
| STS-45   | Атлантіс   | 24 березня 1992   | ATLAS-1        | Igloo              | 2 секції                       |
| STS-50   | Колумбія   | 25 червня 1992    | USML-1         | Модуль LM1         | EDO                            |
| STS-46   | Атлантіс   | 31 липня 1992     |                |                    | 1 секція                       |
| STS-47   | Індевор    | 12 вересня 1992   | Spacelab-J     | Модуль LM2         |                                |
| STS-56   | Дискавері  | 8 квітня 1993     | ATLAS-2        | Igloo              | 1 секція                       |
| STS-55   | Колумбія   | 26 квітня 1993    | Spacelab D2    | Модуль LM1         | Unique Support Structure (USS) |
| STS-58   | Колумбія   | 18 жовтня 1993    | SLS-2          | Модуль LM2         | EDO                            |
| STS-59   | Індевор    | 9 квітня 1994     | SRL-1          |                    | 1 секція                       |
| STS-65   | Колумбія   | 8 липня 1994      | IML-2          | Модуль LM1         | EDO                            |
| STS-64   | Дискавері  | 9 вересня 1994    | LITE           |                    | 1 секція                       |
| STS-68   | Індевор    | 30 вересня 1994   | SRL-2          |                    | 1 секція                       |
| STS-66   | Атлантіс   | 3 листопада 1994  | ATLAS-3        | Igloo              | 1 секція                       |
| STS-67   | Індевор    | 2 березня 1995    | ASTRO-2        | Igloo              | 2 секції + EDO                 |
| STS-71   | Атлантіс   | 27 червня 1995    | Spacelab-Mir   | Модуль LM2         |                                |
| STS-73   | Колумбія   | 20 жовтня 1995    | USML-2         | Модуль LM1         | EDO                            |
| STS-75   | Колумбія   | 22 лютого 1996    |                |                    | 1 секція                       |
| STS-78   | Колумбія   | 20 червня 1996    | LMS            | Модуль LM2         | EDO                            |
| STS-82   | Дискавері  | 21 лютого 1997    |                |                    | 1 секція                       |
| STS-83   | Колумбія   | 4 квітня 1997     | MSL-1          | Модуль LM1         | EDO                            |
| STS-94   | Колумбія   | 1 липня 1997      | MSL-1R         | Модуль LM1         | EDO                            |
| STS-90   | Колумбія"  | 17 квітня 1998    | Neurolab       | Модуль LM2         | EDO                            |
| STS-99   | Індевор    | 11 лютого 2000    | SRTM           |                    | 1 секція                       |